# Ambloplites
Ambloplites – rodzaj słodkowodnych ryb okoniokształtnych z rodziny bassowatych (Centrarchidae).

## Klasyfikacja
Gatunki zaliczane do tego rodzaju:
- Ambloplites ariommus
- Ambloplites cavifrons
- Ambloplites constellatus
- Ambloplites rupestris – bass czerwonooki[3]